# غوراغورسكيي (سيسينيجا)
غوراغورسكيي (بالروسية: Горагорский) هي مدينة في جمهورية الشيشان في روسيا.